# Склеп Муссолини
Фамильный склеп Муссолини, построенный на кладбище Сан-Кассиано-ин-Предаппио, является местом захоронения многих членов семьи Муссолини.

## История

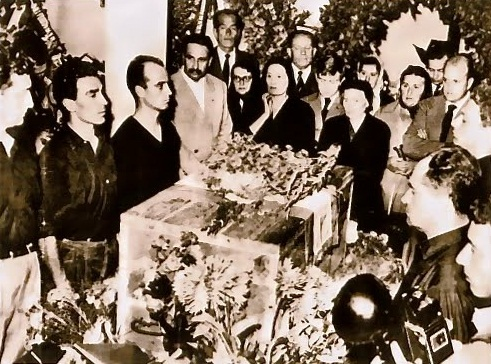
Захоронение тела Бенито Муссолини в склепе в 1957 году

Параллельно с основанием Предаппио Нуова Бенито Муссолини решил построить усыпальницу для своих родителей и прочих родственников, придав этому месту монументальный вид. Новое строение, было возведено архитектором Флорестано ди Фаусто с 1928 по 1933 год на местном небольшом кладбище.
Тело самого Бенито Муссолини было перенесено в семейную усыпальницу по решению Адоне Дзоли в 1957 году. Дзоли хоть и являлся противником фашизма, но также и как Муссолини был родом из Предаппио. Став премьер-министром, он удовлетворил просьбы вдовы дуче Ракеле Гиди о его официальном перезахоронении.
Тело бывшего диктатора, которое до этого хранилось в монастыре капуцинов Черро-Маджоре с 1946 года было перенесено в специально устроенную похоронную камеру. На похоронах 1 сентября присутствовали Ракеле с дочерью Эддой сыном Романо, внук Марцио и Фабрицио Чиано; через неделю к кладбищу пришли 3500 человек, среди них были националисты из Итальянского социального движения, включая лидера неофашистов Джорджио Альмиранте; 21 сентября кладбище посетило ещё около 7000 человек.
В ночь на 27 декабря 1971 года вход в склеп был повреждён самодельным устройством, представляющем собой 4-5 кг пластичного взрывчатого вещества с 40-метровым взрывателем; остальное кладбище также было повреждено, и комиссар полиции Форли решил его закрыть.
В ночь на 27 февраля 1976 года берсальерский убор Бенито и знаки Маршала Италии были украдены неизвестными вместе с урной, содержащей фрагмент его мозга, проанализированного США в 1945 году.
Склеп в Предаппио был объектом критики на национальном уровне из-за притока к нему неофашистов, особенно по случаю некоторых памятных дат режима.

## Склеп
В главном зале, по одному в каждом углу, стоят четыре саркофага из необработанного резного камня, украшенные сверху четырьмя фасциями. Перпендикулярно им, в центре меньшего подсклепа находится саркофаг Бенито Муссолини. На полукруглой стенке сзади стоит его бюст из белого мрамора с двумя небольшими футлярами по бокам, в которых соответственно хранятся шляпа берсальера, черная рубашка, каменная урна с фрагментом мозга и сапоги, которые он носил в момент смерти. Также с правой стороны вверху выделяется черная металлическая репродукция буквы «М» с автографом.
В склепе похоронено 15 человек из четырёх поколений семьи Муссолини:
- Алессандро Муссолини (1854—1910), отец Бенито Муссолини;
- Анна Мария Муссолини[итал.] (1929—1968), дочь Бенито Муссолини;
- Анна Мария Риччи Муссолини (1939—2014), жена Гвидо Муссолини;
- Бенито Муссолини (1883—1945), сын Розы Мальтони и Алессандро Муссолини;
- Бруно Муссолини (1918—1941), сын Бенито Муссолини;
- Джина Руберти Муссолини (1916—1946), жена Бруно Муссолини;
- Джузеппе Негри[итал.], он же Нандо Пуччи Негри (1936—1997), муж Анны Марии Муссолини;
- Гвидо Муссолини (1937—2012), сын Витторио Муссолини и Орсолы Буволи;
- Мартина Муссолини (1969—2016), дочь Гвидо Муссолини;
- Моника Буззеголи Муссолини (1929—2021), вдова Витторио Муссолини;
- Орсола Буволи Муссолини (1914—2009), бывшая жена Витторио Муссолини;
- Ракеле Гиди-Муссолини (1890—1979), жена Бенито Муссолини;
- Романо Муссолини (1927—2006), сын Бенито Муссолини;
- Роза Мальтони-Муссолини (1858—1905), мать Бенито Муссолини;
- Витторио Муссолини (1916—1997), сын Бенито Муссолини.

## Галерея

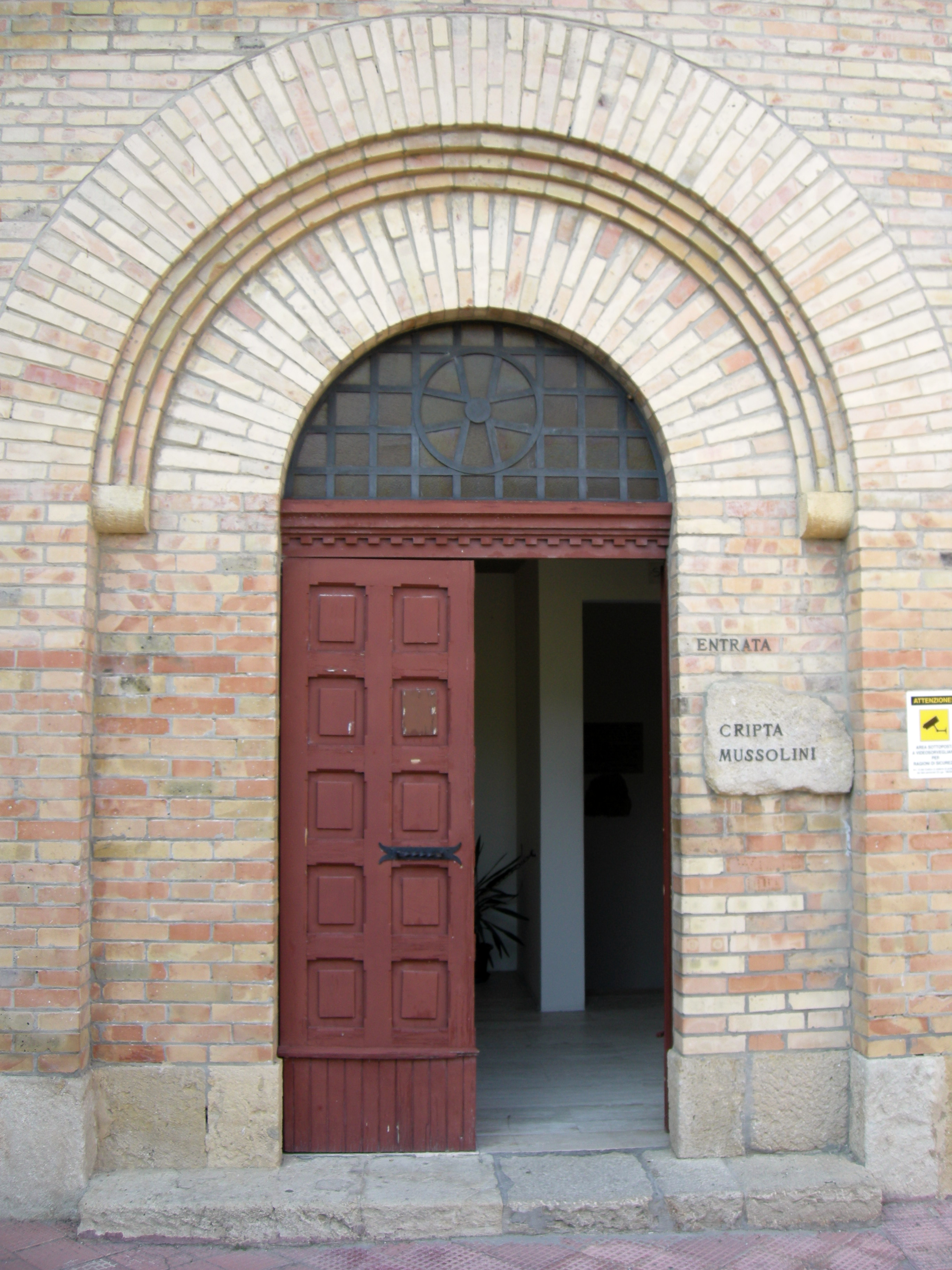
Вход в склеп Муссолини
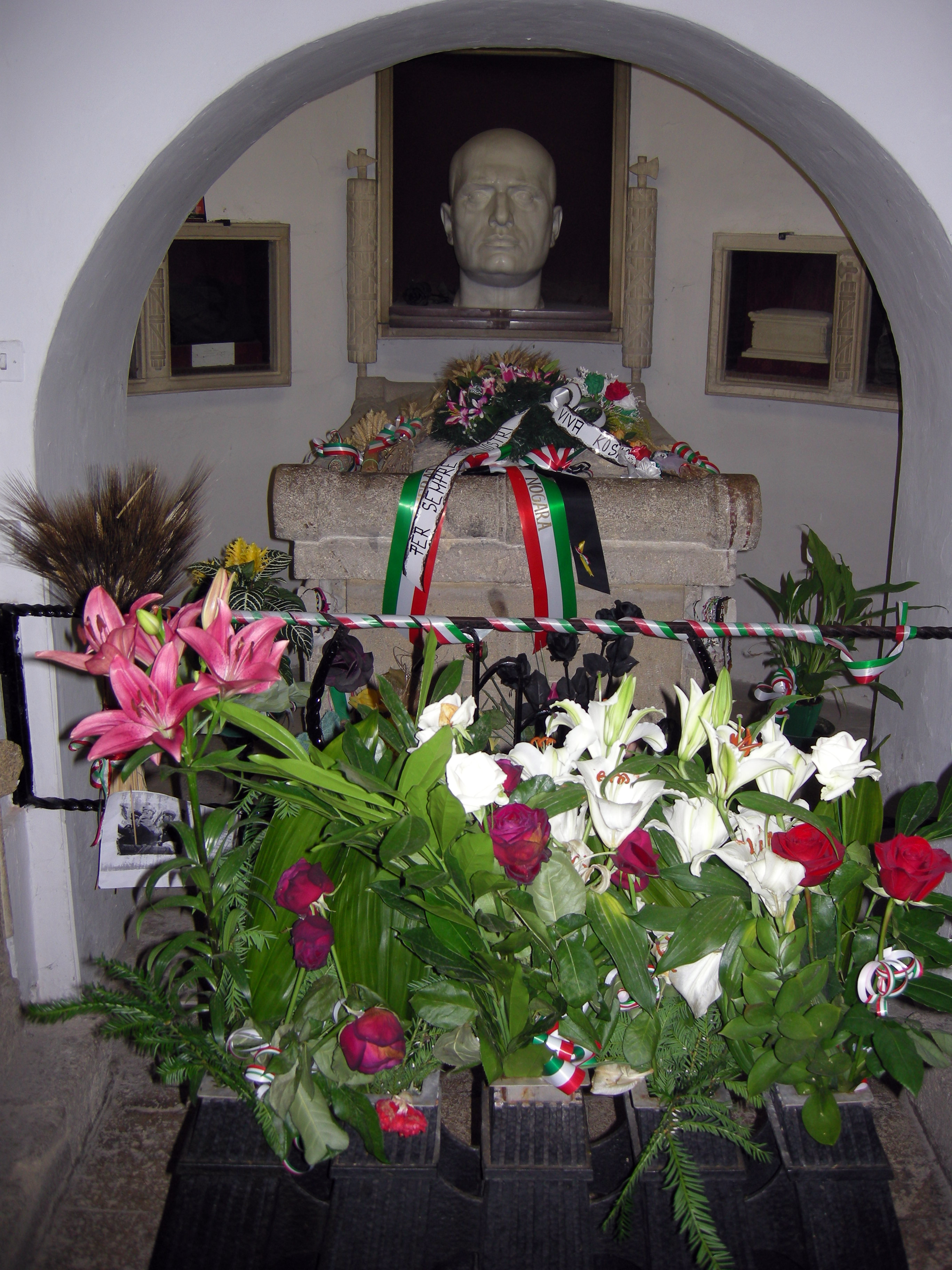
Могила Бенито Муссолини, украшеная фасциями
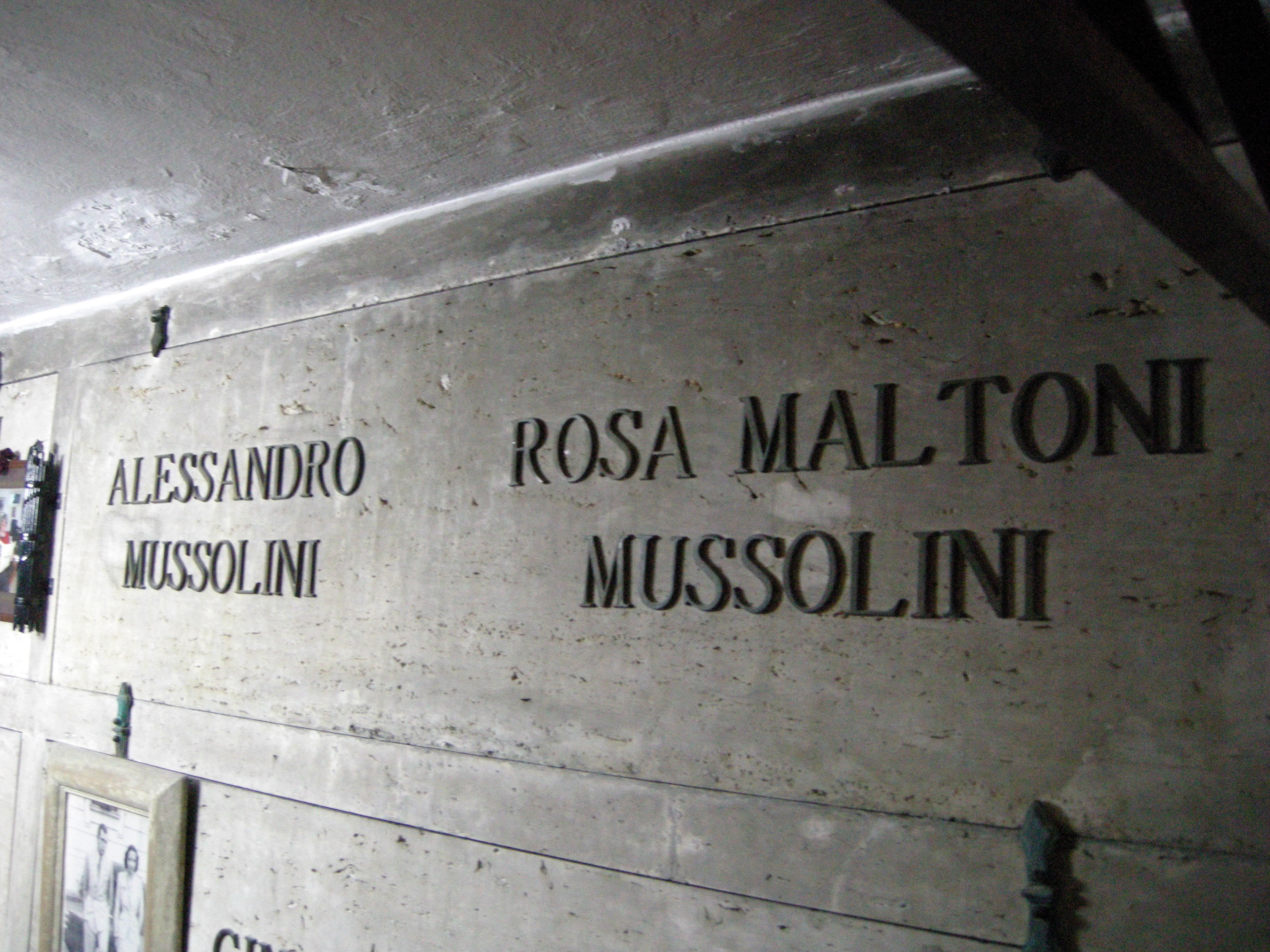
Могила Алессандро и Розы Мальтони-Муссолини
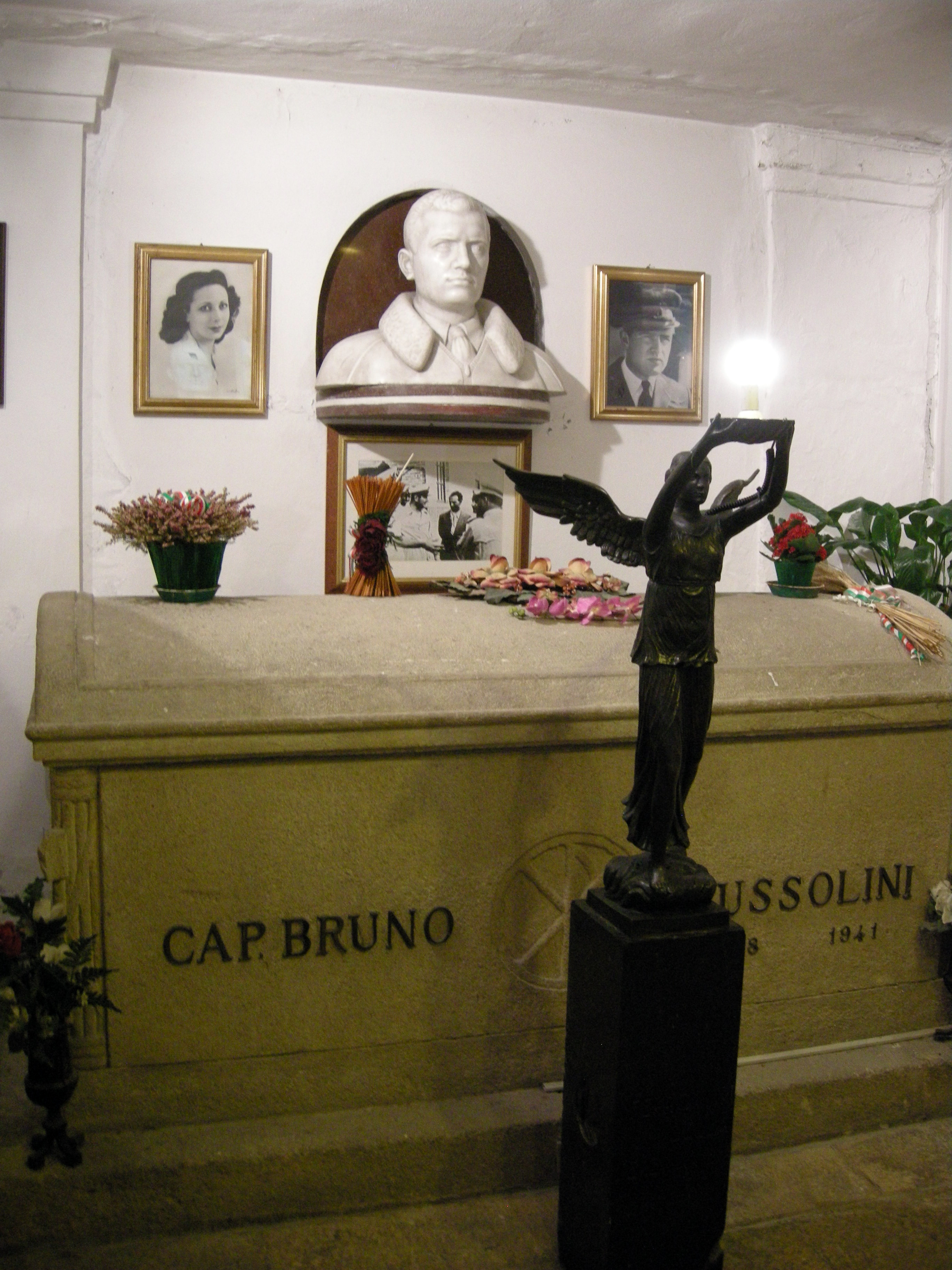
Могила Бруно Муссолини
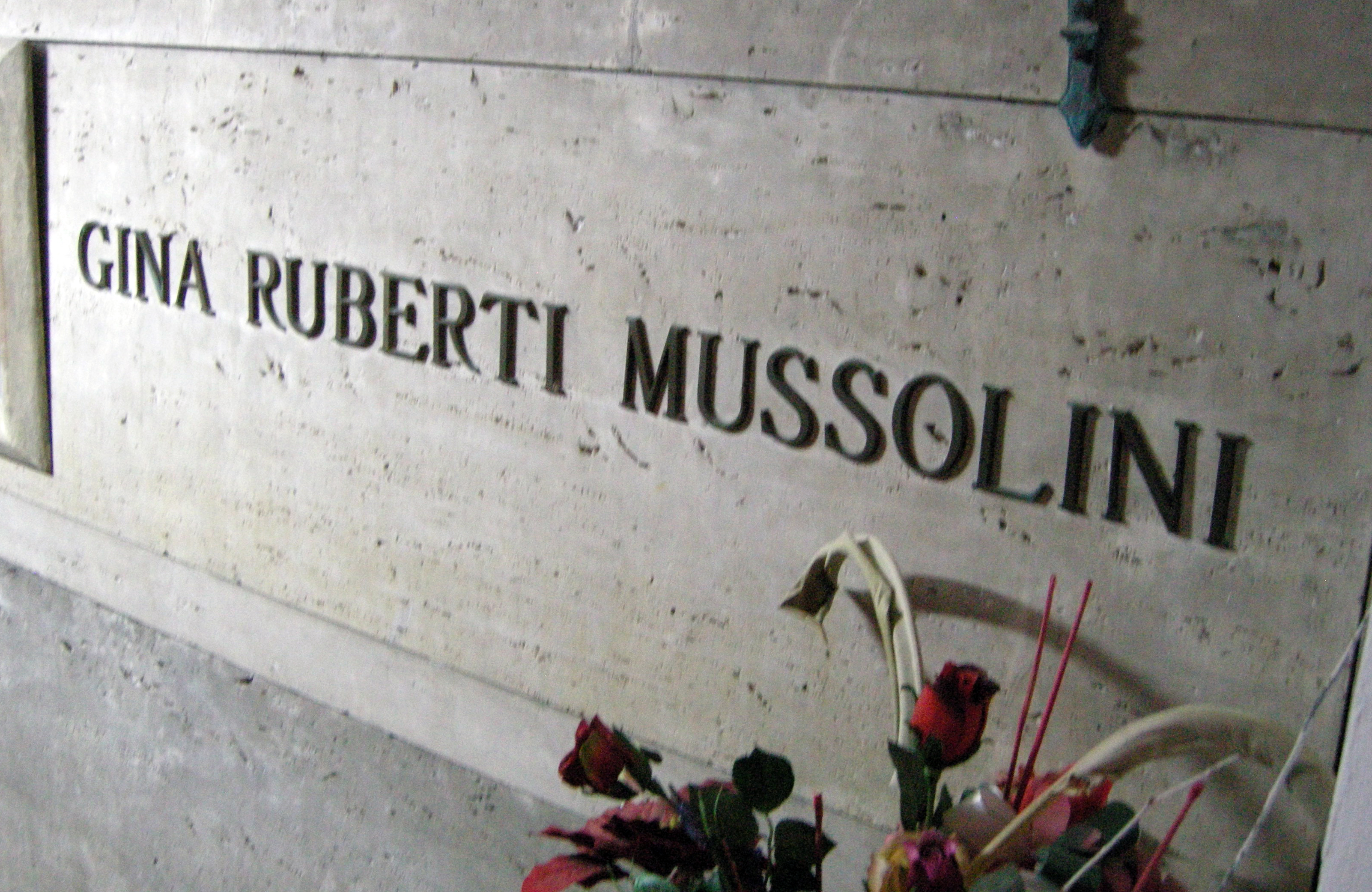
Могила Джины Руберти Муссолини
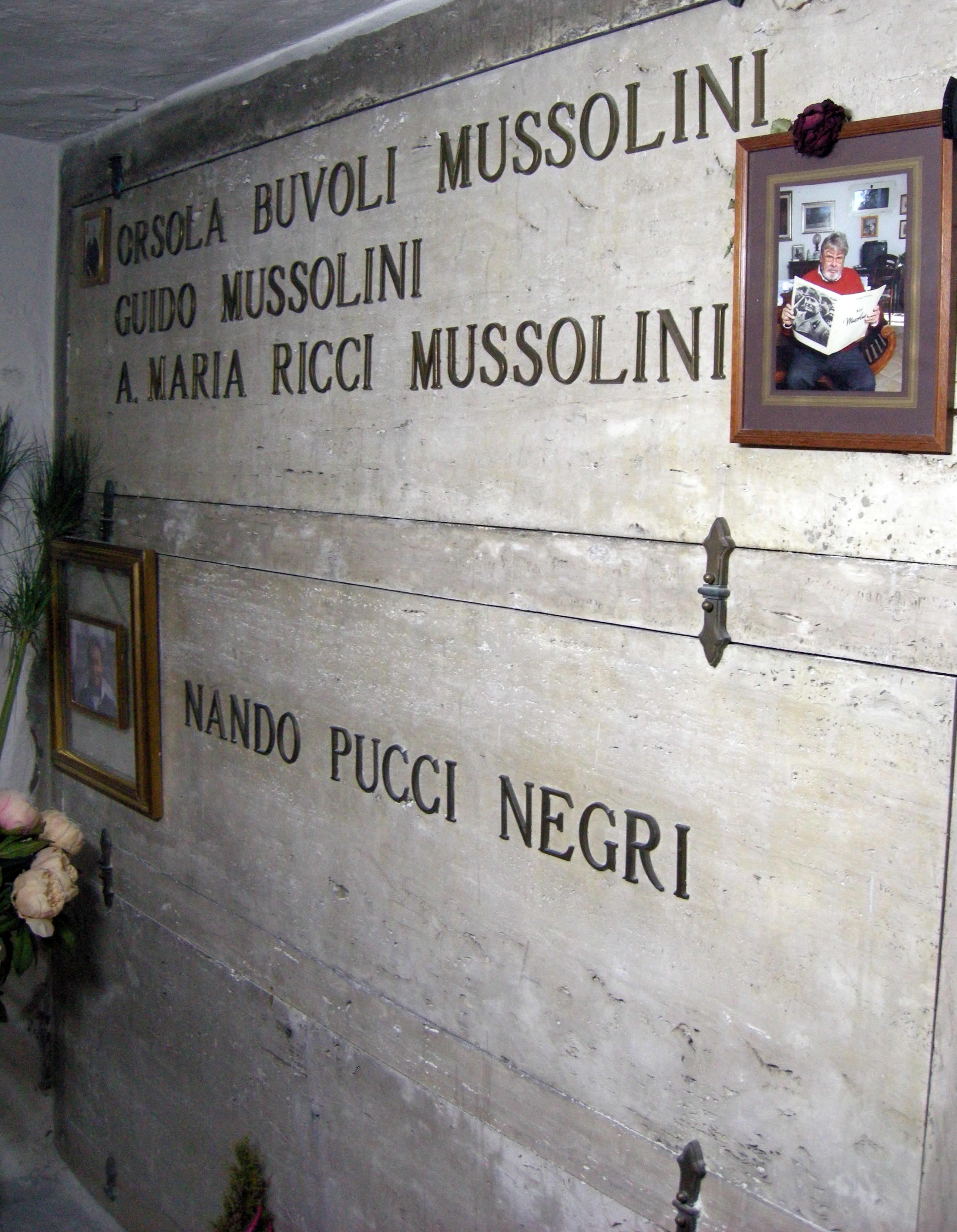
Могилы Орсолы Буволи, Гвидо, Анны Марии Риччи Муссолини и Нандо Пуччи Негри
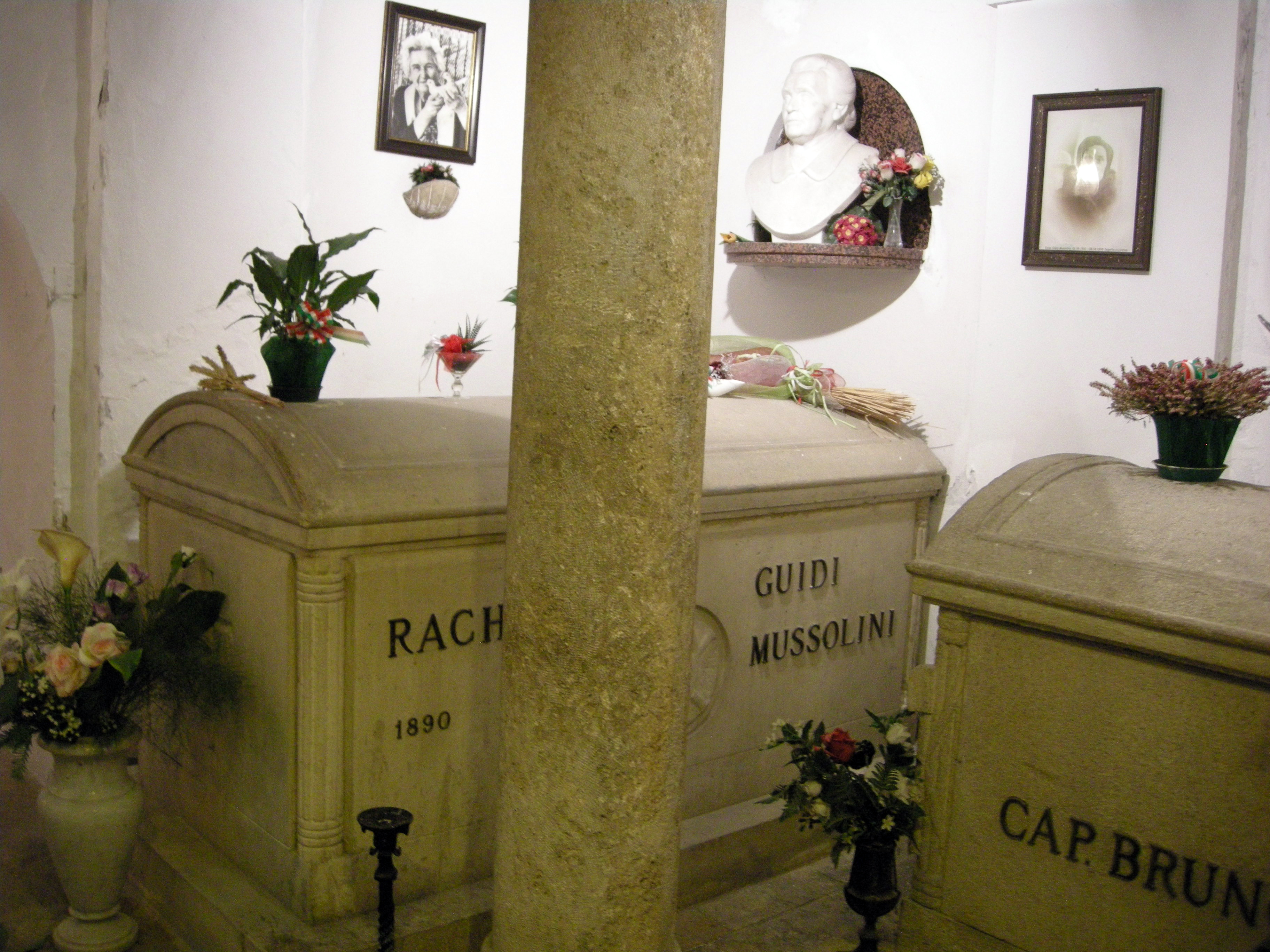
Могила Рачели Гуиди Муссолини
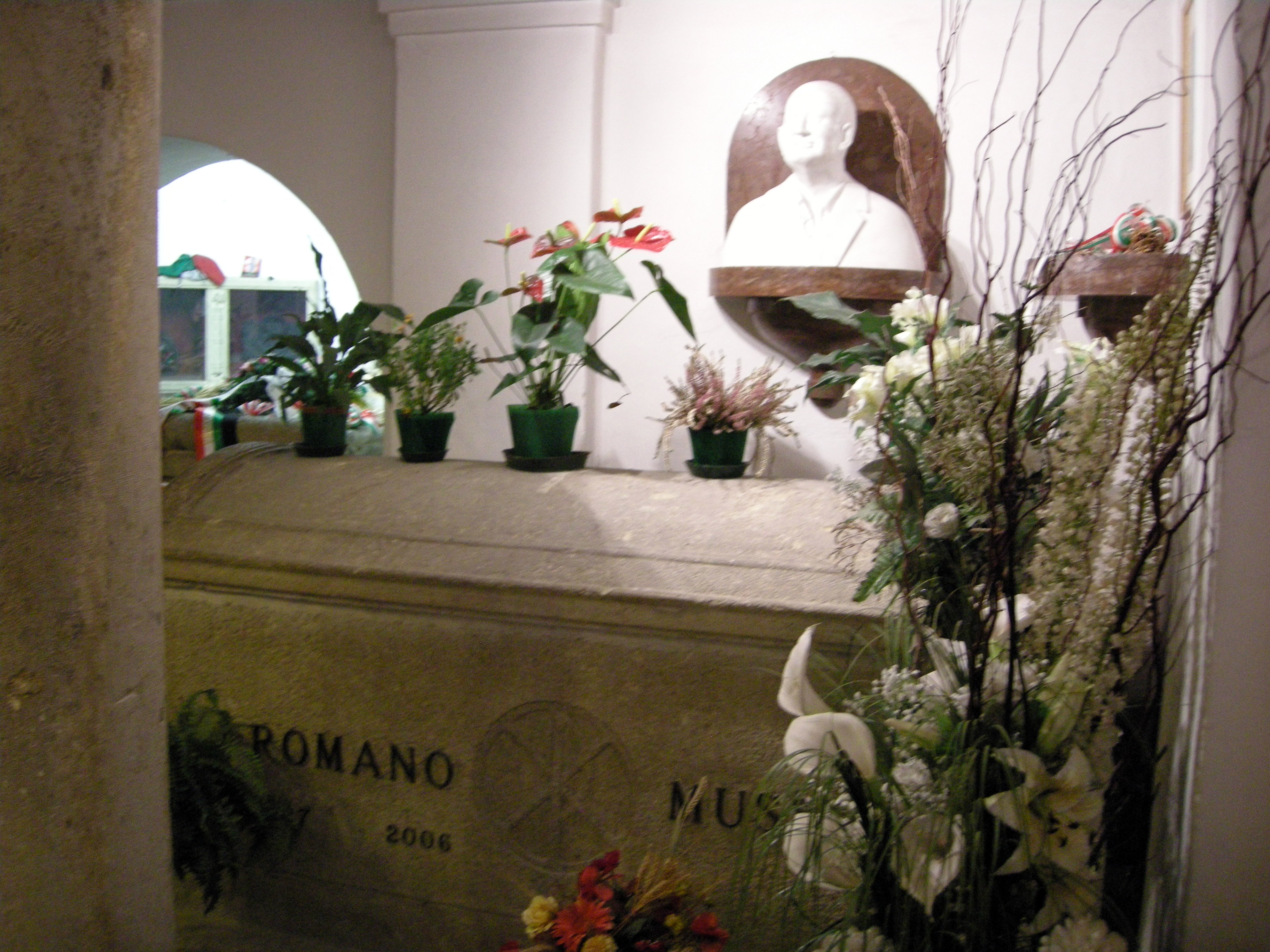
Могила Романо Муссолини
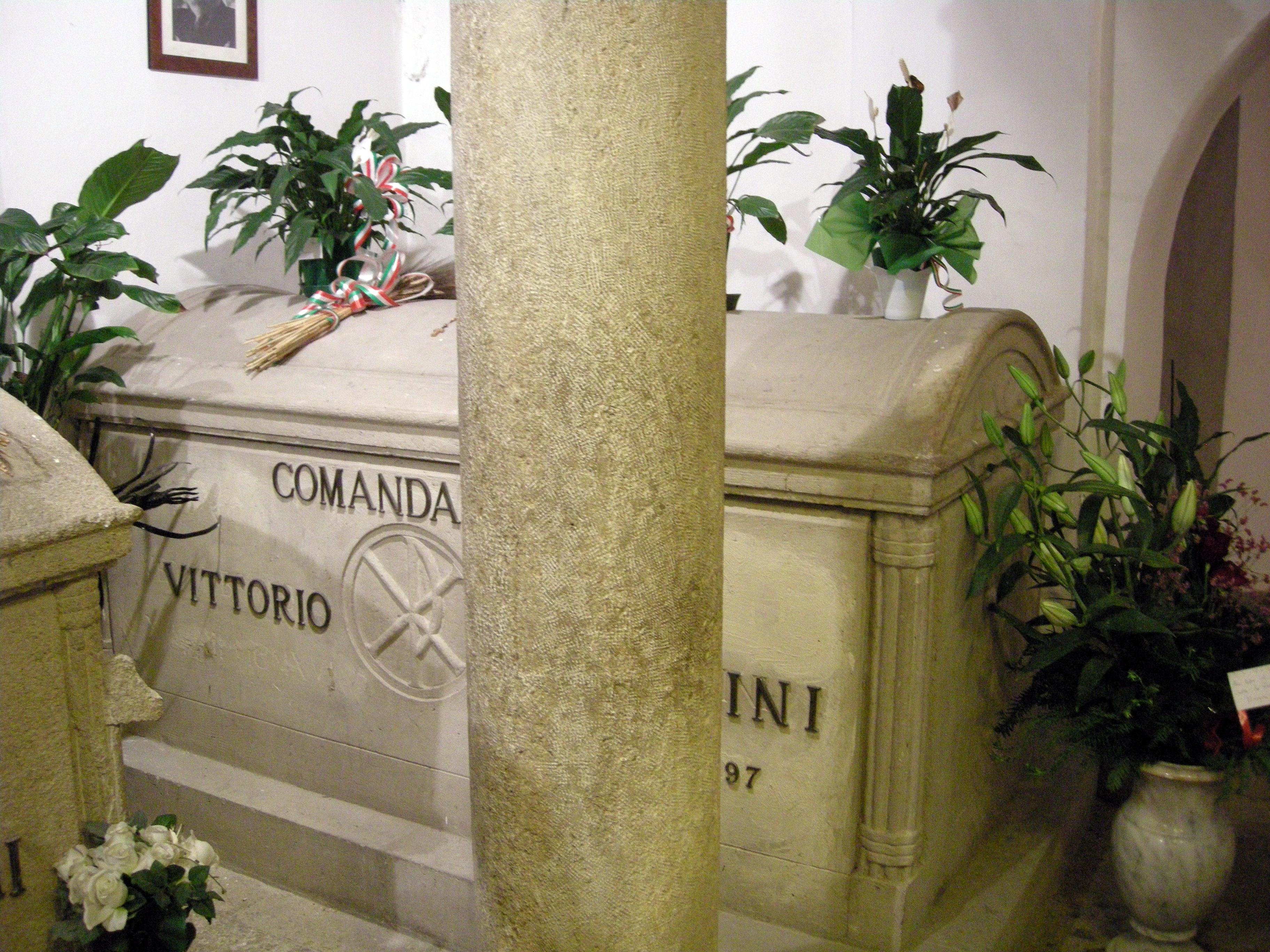
Могила Витторио Муссолини
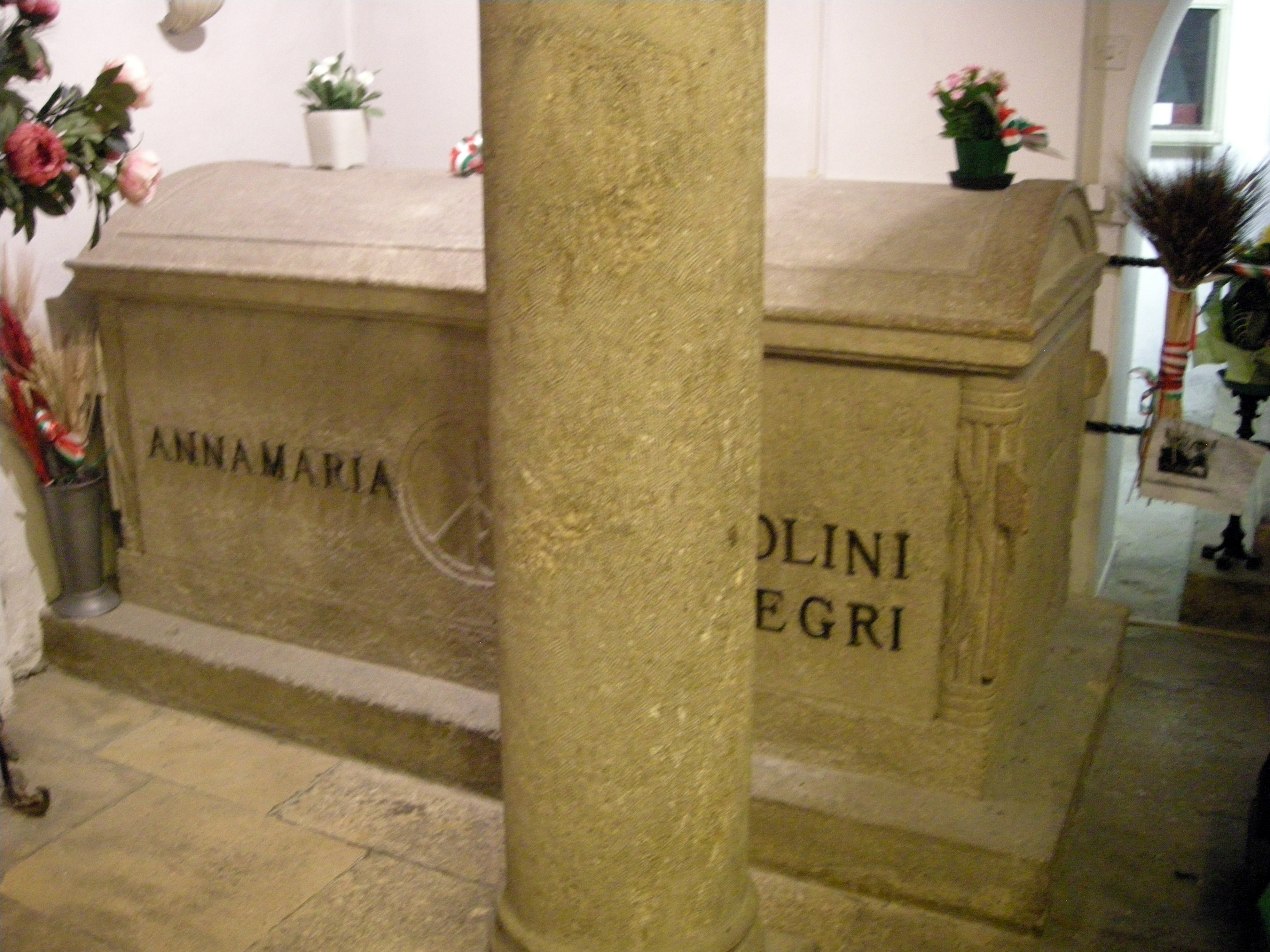
Могила Анны Марии Муссолини Негри